# The Beatles E.P.s Collection
The Beatles E.P.s Collection ist eine Zusammenstellung britischer EPs der Beatles. Die ursprüngliche Box enthält die 13 EPs, die zwischen 1963 und 1967 veröffentlicht wurden, zuzüglich einer EP mit Raritäten. Die Erstveröffentlichung der Box erfolgte am 7. Dezember 1981.

## Vorgeschichte
Am 12. Juli 1963 erschien die erste EP der Beatles. Die Platte trug den Titel Twist and Shout und enthielt vier Stücke, die alle vom Album Please Please Me stammen. In den ersten vier Tagen nach ihrer Veröffentlichung waren bereits 150.000 Exemplare verkauft. Bis zum November 1963 meldete die EMI 650.000 verkaufte Exemplare. Die EP erreichte nicht nur den ersten Platz der EP-Charts des Record Retailer, sondern auch Platz 2 der Singles-Charts des Melody Maker und Platz 4 der Singles-Charts des New Musical Express (NME). Es war die erste EP, die sich in den NME-Singles-Charts platzieren konnte. Die EP wurde zum viertmeistverkauften Tonträger des Jahres 1963 in Großbritannien.
Die zweite EP der Beatles kam am 6. September 1963 auf den Markt. The Beatles’ Hits enthielt die drei A-Seiten ihrer ersten Singles und die B-Seite der dritten Single.
Im November 1963 wurden drei weitere Schallplatten der Beatles veröffentlicht. Den Anfang machte The Beatles (No. 1), die dritte EP, die am 1. November erschien. Sie enthielt vier Stücke des Albums Please Please Me.
Eine geplante EP mit den Titeln The Beatles’ Golden Discs mit den Liedern I Want to Hold Your Hand; This Boy / She Loves You; I’ll get You sollte Anfang 1964 erscheinen, die Veröffentlichung wurde dann aber nicht realisiert.
Am 7. Februar 1964 erschien die vierte EP mit dem Titel All My Loving. Sie enthielt je zwei Stücke der Alben Please Please Me und With the Beatles.
Long Tall Sally, die fünfte EP der Beatles, wurde am 19. Juni 1964 veröffentlicht. Im Gegensatz zu den anderen EPs der Gruppe enthielt sie bislang unveröffentlichtes Material. Enthalten waren Coverversionen der Rock-’n’-Roll-Stücke Long Tall Sally, Slow Down und Matchbox sowie die Eigenkomposition I Call Your Name. Die EP kam bis auf den ersten Platz der EP-Hitparade, wo sie sich sieben Wochen halten konnte.
Am 4. November erschien Extracts from the Film A Hard Day’s Night, die dem Namen entsprechend vier Lieder des Films von Seite 1 des Albums enthielt. Im Dezember erschien Extracts from the Album A Hard Day’s Night mit vier Liedern von Seite 2. Die intensive Vermarktung desselben Materials war weitaus weniger erfolgreich, als bei den vorigen EPs. Beide EPs kamen nicht in die Top-30 der Singles-Charts.
Am 6. April 1965 kam die EP Beatles for Sale auf den Markt. Sie enthielt vier Stücke, die bereits 1964 auf dem gleichnamigen Album erschienen waren.
Am 4. Juni 1965 griff man wieder ins Archiv und stellte die EP Beatles for Sale (No. 2) zusammen, für die erneut auf Stücke des Albums aus dem Jahr zuvor zurückgriffen wurde.
Die letzte Veröffentlichung im Jahr 1965 war die EP The Beatles’ Million Sellers, auf der sich vier Lieder befinden, von denen als Single jeweils mehr als eine Million Exemplare verkauft worden waren, sie erschien am 6. Dezember 1965.
Fans der Beatles mussten bis zum 4. März 1966 auf die erste Veröffentlichung des Jahres der Gruppe warten. An diesem Tag kam Yesterday, die elfte EP der Beatles, auf den Markt. Diese EP beinhaltete keine neuen Aufnahmen, sondern vier Titel des Albums Help!: Yesterday, Act Naturally, You Like Me Too Much und It’s Only Love.
Am 8. Juli 1966 wurde Nowhere Man, die zwölfte Beatles-EP, veröffentlicht. Erneut fanden sich ausschließlich bekannte Lieder auf dem Tonträger, dieses Mal stammten die vier Lieder aus dem Album Rubber Soul: Nowhere Man, Drive My Car, Michelle und You Won’t See Me.
Der Soundtrack zum Film Magical Mystery Tour wurde am 8. Dezember 1967 in Form einer Doppel-EP mit sechs Titeln veröffentlicht. Der Grund für dieses ungewöhnliche Format war, dass nicht genügend Stücke für ein Album vorhanden waren, aber zu viele für eine einzelne EP. Die EP enthielt außerdem ein 24-seitiges Begleitheft mit Bildern und Informationen zum Film. Beste Position in der Single-Hitparade war der zweite Platz – hinter der Beatles-Single Hello, Goodbye / I Am the Walrus. Bis Januar 1968 wurden in Großbritannien 600.000 Exemplare der EP verkauft.
Bis zur Trennung der Beatles im April 1970 wurden keine weiteren EPs veröffentlicht.

### Vinyl-EP-Box
Am 7. Dezember 1981 veröffentlichte die EMI eine Box mit 14 Beatles-EPs unter dem Titel The Beatles E.P.s Collection (Katalognummer BEP 14). Die Box enthält die originären 13 EPs zuzüglich einer EP mit vier „Raritäten“. Die 13 EPs haben reproduzierte Bildcover und Label der Originalausgaben aus den 1960er Jahren. Die EPs haben, wie die Originale, Monoabmischungen. Magical Mystery Tour (Doppel-EP) wurde auf Parlophone sowohl in Mono (Katalognummer MMT-1) als auch – als erste Beatles-EP – in Stereo (SMMT-1) veröffentlicht. Für die Box wurde die Stereoversion verwendet.
Der Box liegt eine EP mit dem Titel The Beatles bei; diese hat ein eigenständiges Bildcover und beinhaltet folgende vier Lieder:
- The Inner Light: Erstmals wurde das Lied in einer Stereoabmischung in Großbritannien veröffentlicht.
- Baby You’re a Rich Man: Erstmals wurde das Lied in einer Stereoabmischungen in Großbritannien im November 1980 auf dem Album The Beatles Box veröffentlicht. Die Zweitveröffentlichung der Stereoversion erschien auf dieser EP. Die deutsche Version des Albums Magical Mystery Tour beinhaltet weltweit erstmals eine Stereoversion des Liedes.
- She’s a Woman: Erstmals wurde das Lied in einer Stereoabmischungen in Großbritannien im November 1980 auf dem Album The Beatles Box veröffentlicht. Diese Stereoversion beinhaltet zu Beginn eine Anzählung von Paul McCartney „One..Two..Three..Four“, die bisher unveröffentlicht war.
- This Boy: Zwar steht auf dem Cover, dass This Boy auf dieser EP erstmals in Großbritannien in einer Stereoversion veröffentlicht wurde, doch erschien bereits im Oktober 1977 auf dem Album Love Songs eine Stereoversion des Liedes.

Die Box hatte eine blaue Hartpapp-Hülle, auf der Vorderseite am oberen Rand steht in goldenen Druckbuchstaben The Beatles E.P.s Collection, am unteren Rand sind die vier Unterschriften der Beatles, ebenfalls in goldener Farbe aufgedruckt. 

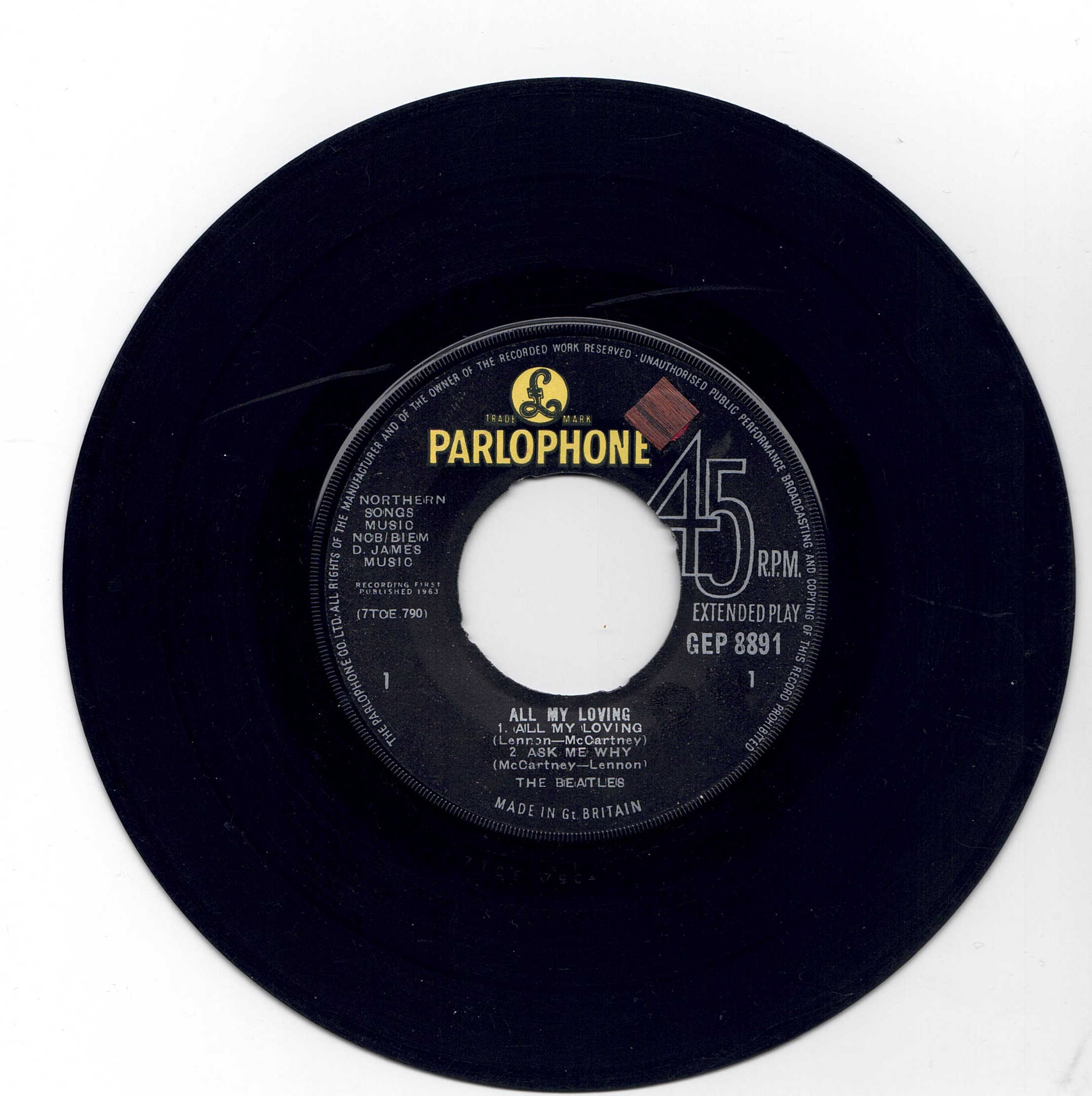
All My Loving A-Seite
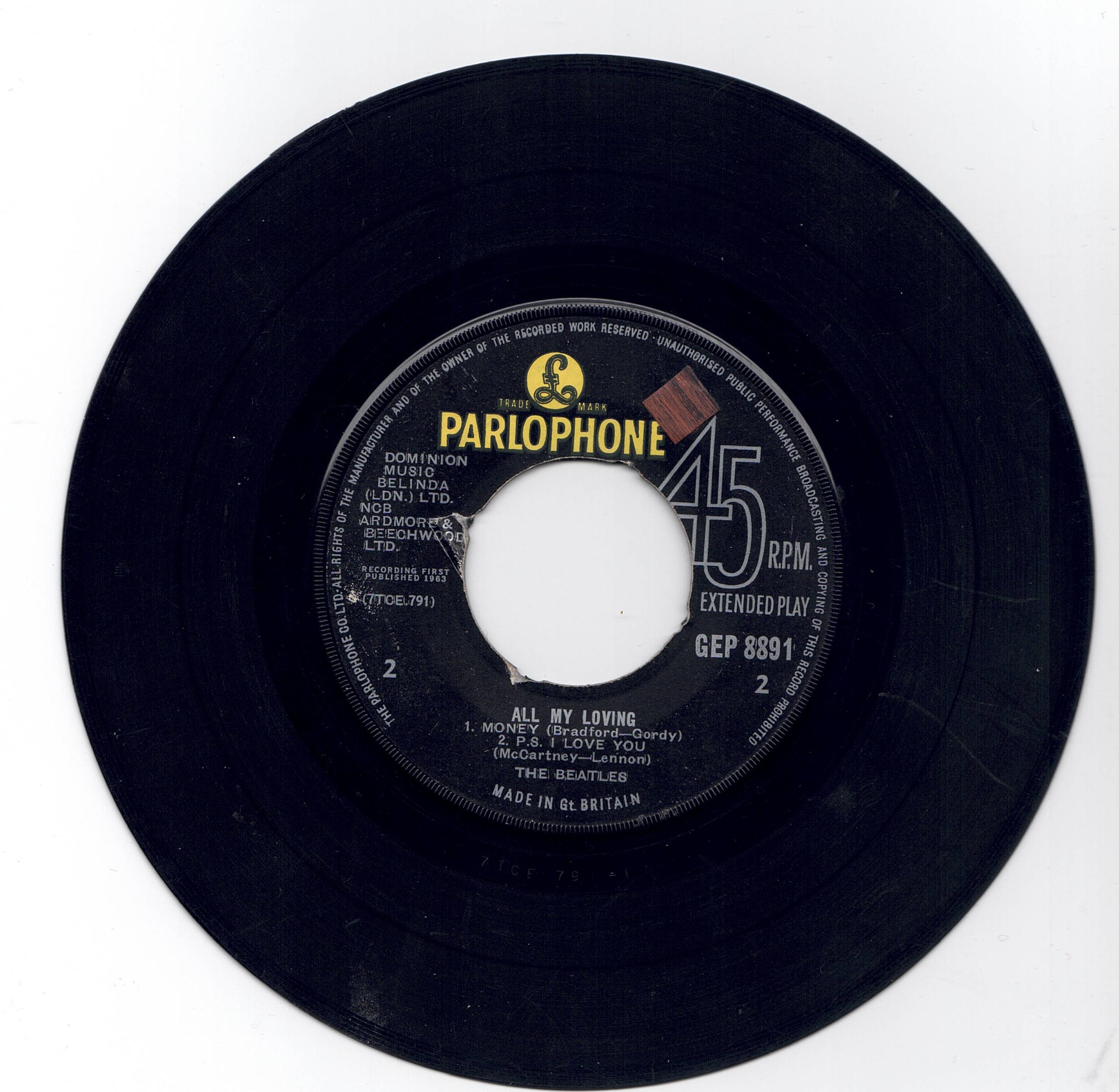
EP B-Seite
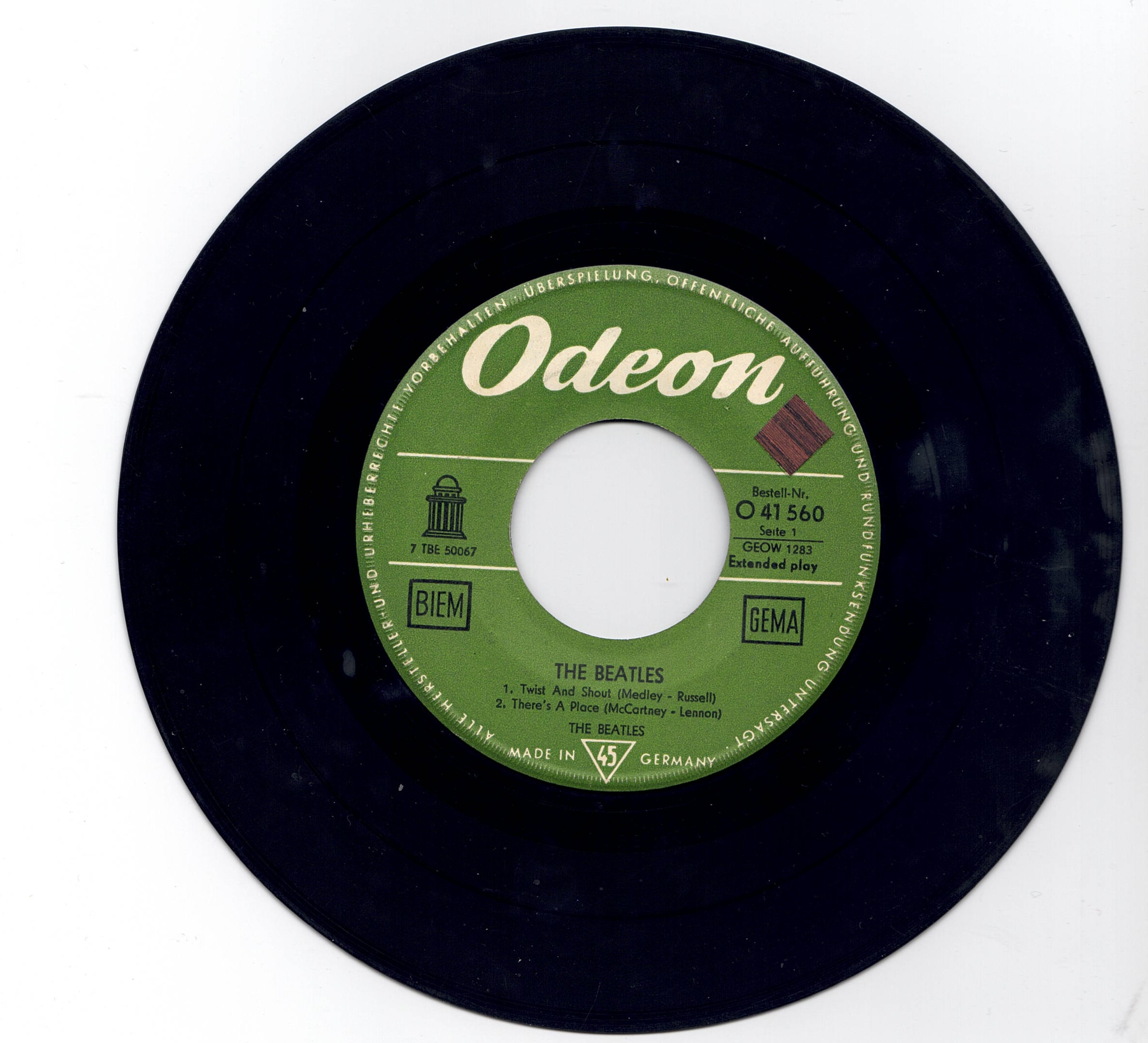
Twist And Shout Deutsche EP A-Seite
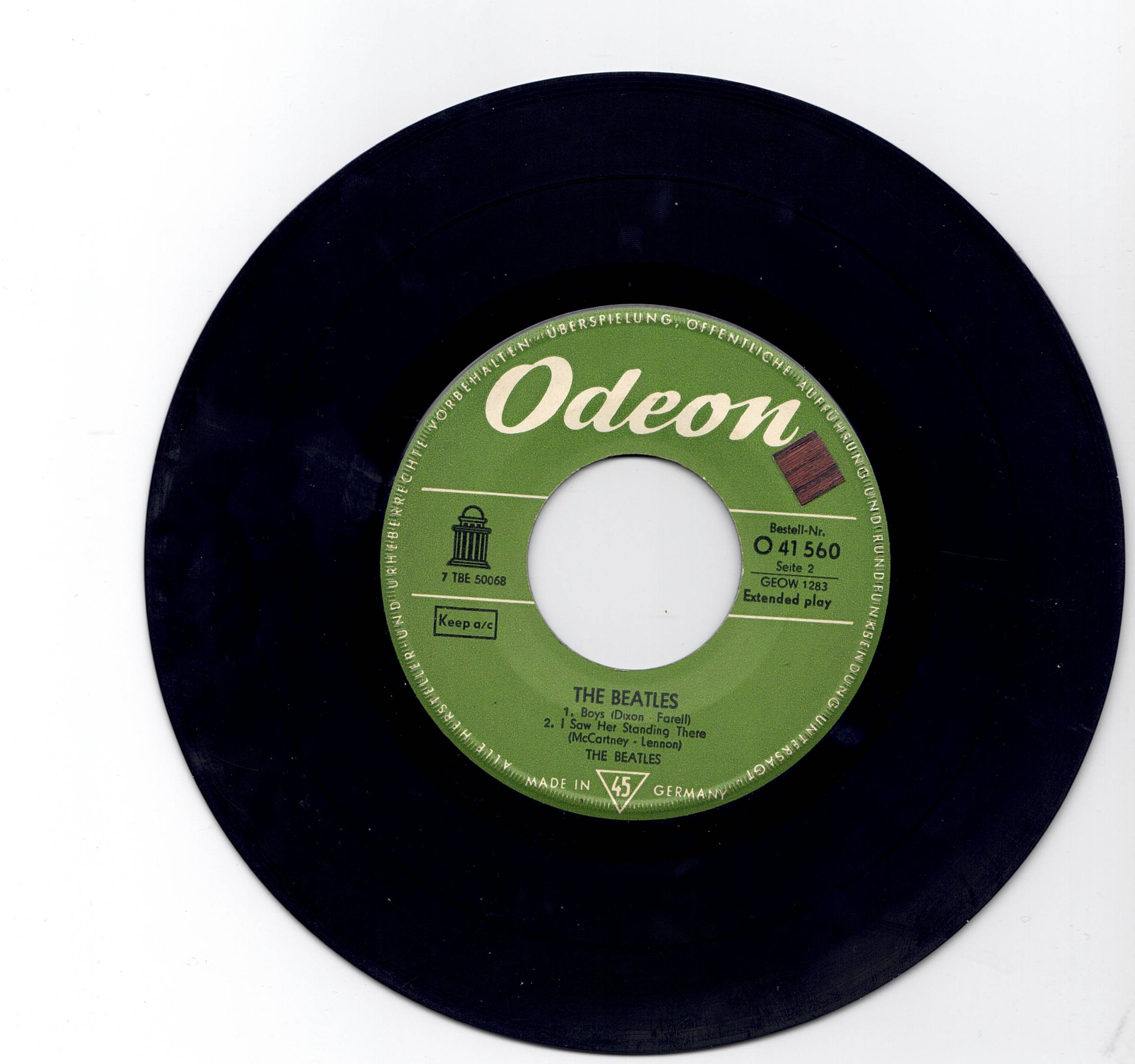
Twist And Shout Deutsche EP B-Seite

### CD-EP-Box 5″-Format
Am 15. Juni 1992 veröffentlichte die EMI eine Box mit 14 Beatles-CD-EPs im 5″-Format unter dem Titel The Beatles Compact Disc EP. Collection (Katalognummer CDBEP 14).
Alle 5″-CD-EPs wurden in den gleichen Bildcovern veröffentlicht wie die 7″-Vinyl-Singles der 1981er The Beatles E.P.s Collection. Die jeweiligen originalen Katalognummern wurden um den Zusatz CD erweitert; Beispiel The Beatles Hits hat die Vinyl-Katalognummer GEP 8080, die CD-EP: CDGEP 8080. Die EPs haben, wie die Originale, Monoabmischungen. Die CD-EP Magical Mystery Tour (Doppel-EP) beinhaltet zwei CDs, eine mit der Stereo- und die zweite mit der Monoversion.